# Allobaccha denhoedi
Allobaccha denhoedi är en tvåvingeart som först beskrevs av Doesburg 1959.  Allobaccha denhoedi ingår i släktet Allobaccha och familjen blomflugor. Inga underarter finns listade i Catalogue of Life.